# ضبط‌کننده حلقه کاشت
دستگاه ضبط‌کننده حلقه کاشت (ILR)، همچنین به عنوان مانیتور قلب حامل (ICM) شناخته می‌شود، دستگاه کوچکی به اندازه یک بسته آدامس یا حافظه USB است که دقیقاً زیر پوست قفسه سینه برای نظارت بر عملکرد قلب، یعنی ثبت فعالیت الکتریکی قلب، کاشته شده‌است.

## عمل
ILR بر فعالیت الکتریکی قلب نظارت می‌کند و اطلاعات را به‌طور مداوم در بافر دایره‌ای آن (حلقه) به عنوان نوار قلب (ECG) ذخیره می‌کند. فعالیت غیرطبیعی مانند آریتمی (ضربان نامنظم قلب) با فریز کردن بخشی از حافظه برای بررسی بعدی ثبت می‌شود.
این دستگاه مانیتورینگ مداوم ضربان قلب است. مانند مانیتور Holter اما برای مدت بسیار طولانی. ضبط کننده حلقه کاشت در زیر پوست ناحیه قفسه سینه قرار می‌گیرد و می‌تواند تا سه سال باقی بماند.